# Balmahuizen
Balmahuizen is een gehucht onder Niehove in de gemeente Westerkwartier in de Nederlandse provincie Groningen. Het ligt tussen Noordhorn en Niehove, iets ten zuidwesten van Frytum, aan de driesprong van de Balmahuisterweg met de Oude Dijk.
Bij Balmahuizen lag een wierde die oorspronkelijk ongeveer 210 meter lang was en ongeveer 100 meter breed en was omgeven door sloten of grachten. In 1971 zijn bij opgravingen bewoningsresten gevonden, waaronder scherven uit de Romeinse periode en de middeleeuwen.
Het gehucht bestaat uit vier boerderijen. De middelste van de drie noordelijke boerderijen werd in de 16e eeuw bewoond door het geslacht Ballema, waarnaar het nu genoemd wordt. Tot de 16e eeuw stond het bekend als Sickemahuessen, naar het Sickemahuis, de meest westelijke van de drie noordelijke boerderijen. Naar dit Sickemahuessen was in de middeleeuwen ook de Sickemahuister kluft van het Humsterland vernoemd. Het Sickemahuis is waarschijnlijk vernoemd naar een familie Sickema of Siccama, die voor het eerst voorkomt in een verdrag uit 1366 en in 1493 betrokken is bij het opstellen van de klauwlijst van de Sickemahuister kluft.
De Oude Dijk werd in de 13e eeuw aangelegd als zuidgrens van het toenmalige eiland Humsterland. De weg van De Kolk naar Balmahuizen loopt over het tracé van de dijk die in 1457 werd aangelegd om het gebied ten oosten ervan te bedijken. De sluis bij Okswerd werd toen verplaatst naar het Ipegat bij De Kolk. Ten zuiden van Balmahuizen stroomt de Oude Riet. In 1571 wordt het gehucht nogmaals genoemd als de abt van Aduard Arnoldus Lanth (overrechter) samen met diverse redgers, rechters, ingelanden en grietmannen overeenkomt een duiker ('pompe') van De Kolk naar Balmahuizen te verplaatsen. De zijl in het Ipegat was toen al verplaatst naar Niezijl (1554).

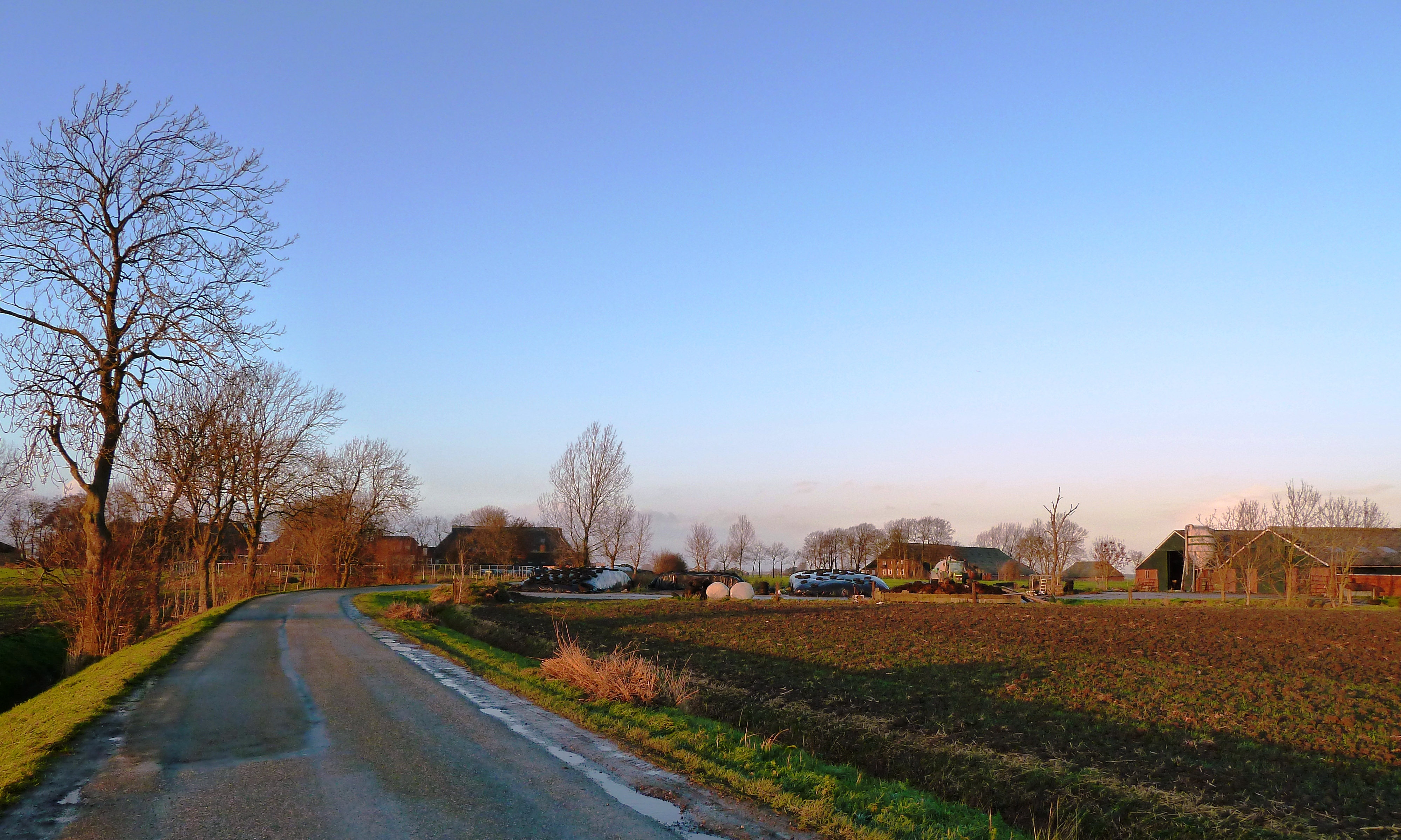
De drie noordelijke boerderijen van Balmahuizen met rechts de schuren van de vierde boerderij gezien vanaf het zuiden

## Geboren
- Jansje Gretha Schuiringa (1887-1975), lector tandheelkunde